# Layla Hassan
Layla Hassan (Il Cairo, 27 ottobre 1984–Hordaland, 16 agosto 2020) è un personaggio immaginario della serie videoludica Assassin's Creed, di cui è il protagonista delle sezioni del presente a partire da Assassin's Creed: Origins fino ad Assassin's Creed: Valhalla. Come personaggio era stata un'ex dipendente della Abstergo Industries e un'alleata della Confraternita degli Assassini.
I videogiochi che la vedono presente vengono denominati "Saga di Layla Hassan".

## Biografia

### Primi anni
Layla nacque nel 1984 al Cairo, in Egitto, dai genitori Ashraf e Zeniab Hassan. Quando Layla era ancora una bambina la sua famiglia emigrò negli Stati Uniti, stabilendosi nel Queens, a New York. Lì Layla crebbe insieme ai suoi due fratelli più piccoli, Rami e Kaden.

### Impiego all'Abstergo
Nel 2006 Layla studiò all'università di Berkeley, dove venne contattata da Sofia Rikkin, che attraverso il programma Young Innovators della Abstergo, la aiutò ad avviare una carriera all'interno dell'azienda. Layla accettò subito la proposta di lavoro e abbandonò l'università, nonostante i genitori fossero contrari. Nel corso degli anni Layla si scontrò varie volte con le regole dell'azienda a causa delle sue trasgressioni dei protocolli, questi problemi non la aiutarono a far carriera e a farle ottenere la promozione che tanto desiderava per poter lavorare nel Progetto Animus. Infatti Sofia Rikkin, che conosceva Layla e di cosa era capace, le chiese aiuto con il suo Animus. Layla offrì il suo aiuto volentieri e le chiese di farsi assumere nel suo Progetto Animus, ma Sofia, nonostante fosse grata con Layla dell'aiuto datole, rifiutò a causa dei vari comportamenti di Layla contro le regole. Durante i suoi undici anni di lavoro per l'Abstergo, non fu mai informata dell'appartenenza di quest'ultima all'Ordine dei Templari ma Layla cominciò ad avere dei dubbi sulle scomparse dei vari impiegati e dirigenti dell'azienda.

### Missione in Egitto
Nel 2017, Layla insieme alla sua migliore amica, Deanna Geary, fecero parte di una squadra tattica storica alla quale venne assegnata una missione da Simon Hathaway, per trovare e recuperare un manufatto nel Deserto di Qattara, in Egitto. Durante la spedizione Layla scoprì che il manufatto non era altro che la mummia di Bayek, colui che fondò insieme a sua moglie gli Occulti, che in futuro sarebbe diventata la nota Confraternita degli Assassini. Senza informare i suoi superiori, Layla utilizzò il suo Animus portatile per rivivere i ricordi di Bayek al fine di dimostrare il suo valore al Progetto Animus.
Mentre riviveva i ricordi di Bayek, Layla subì l'effetto osmosi, grazie ad esso imparò ad arrampicarsi e riuscì a trovare la mummia di Aya, la moglie di Bayek, insieme alla sua lama celata. Intanto l'Abstergo, non venendo contattata dalla squadra, formò un team per rintracciare e uccidere Layla e Deanna. Mentre Deanna venne catturata e presumibilmente uccisa, Layla, grazie all'effetto osmosi, apprese varie abilità che utilizzò per neutralizzare il team che voleva ucciderla.
Durante la sua sessione nell'Animus venne interrotta da William Miles, mentore della Confraternita degli Assassini, che cogliendo la situazione attuale di Layla, le offrì un posto nella Confraternita. Non avendo altra scelta, accettò l'offerta, ma rifiutò di aderire come membro.

### La ricerca del Bastone di Ermete Trismegisto
Mesi dopo la sua avventura in Egitto, è ormai un agente degli Assassini; durante una campagna di ricerche rinviene la Lancia appartenuta al Re di Sparta Leonida, spezzata dopo la Battaglia delle Termopili, e riconosce in essa un manufatto della Prima Civilizzazione; con l'aiuto di Victoria Bibeau, Layla estrae il DNA di due fratelli vissuti nel V secolo a.C., Alexios e Kassandra, e sceglie se seguire la storia dell'uno o dell'altra attraverso l'Animus allo scopo di scoprire l'ubicazione del Bastone di Ermete Trismegisto (la scelta del protagonista dipende dal giocatore, in questa pagina si è scelto Kassandra). Layla decide di rivivere i ricordi di Kassandra scoprendo poco a poco che ella è diventata amica di Erodoto in persona facendo in modo che il greco scrivesse un'opera perduta chiamata "I ricordi perduti di Erodoto". Alla fine Kassandra riesce a trovare l'ubicazione del bastone, ossia, ad Atlantide. Tale città è un'antica città Isu situata nel Mar Egeo. Layla si reca nella città perduta per recuperare il manufatto e qui incontra Kassandra stessa che rivela che ha vissuto per duemila anni grazie al bastone che l'ha resa immortale. Kassandra rivela che gli Assassini e i Templari rappresentano l'ordine e il caos e se uno dei due prevarrà sull'altro il mondo finirà. Kassandra consegna il bastone a Layla chiedendogli di distruggere tutti i manufatti Isu una volta finito tutto. Layla prende il bastone di Ermete Trismegisto e Kassandra muore davanti a lei.

### La custode di Atlantide
Layla grazie al bastone entra in una stanza segreta dove qui incontra Aletheia stessa che le rivela che dovrà imparare a controllare il potere del bastone, altrimenti l'avrebbe consumata fino ad ucciderla. Sul luogo giunge anche Victoria che l'avverte che l'Abstergo è riuscita a trovare l'entrata di Atlantide e si accinge ad entrare. Aletheia spiega a Layla che per imparare a controllare il bastone deve rientrare nell'animus e rivivere i ricordi di Kassandra di quando all'epoca lei stessa aveva imparato a controllare il potere del bastone. 
Layla entra nell'Animus e rivive i ricordi di Kassandra durante la sua prima simulazione, ma dovette interrompere perché gli agenti Abstergo riuscirono ad entrare, costringendola ad affrontarli col bastone. Victoria si rende conto che Layla sta cambiando a causa del bastone e gli chiede di fermarsi ma quest'ultima si rifiuta e rientra nell'Animus. 
La ragazza rivive la seconda simulazione ma viene interrotta da Victoria che è seriamente preoccupata della sua salute mentale e decide di lasciare quel luogo ma Layla si rifiuta e in un momento di rabbia uccide Victoria col bastone. Aletheia osserva tutta la scena e comincia a riflettere capendo che Layla non è pronta e che ha commesso un errore. Layla supplica la Isu di ritornare nell'Animus per rivivere l'ultima simulazione e alla fine riesce a convincere Aletheia.
Layla finisce di rivivere l'ultima simulazione di Aletheia per Kassandra, dopodiché esce dall'Animus e scopre che sul luogo è giunto Juhani Otso Berg. Layla inizia a combattere contro il Templare riuscendo a sconfiggerlo e lo ferisce brutalmente alla schiena con il bastone senza però ucciderlo, dopodiché contatta i suoi compagni per lasciare Atlantide.

### Sulle tracce dei vichinghi
In Assassin’s Creed: Valhalla, ambientato dall'872 all'878 d.C., Layla rivive i ricordi del guerriero norreno Eivor che con il suo clan emigra in Inghilterra, formando alleanze e combattendo insieme agli Occulti arabi Basim e Hytham l'Ordine degli Antichi.
Layla raggiunge poi la "camera di Yggdrasil", contenente un macchinario Isu dove anche Eivor e suo fratello Sigurd erano stati per accedere al Valhalla. La camera ora rilascia radiazioni ed è un pericolo per l'umanità. Lì trova Basim (reincarnazione di Loki), intrappolato da Eivor e Sigurd dopo averli traditi. Perde il bastone di Ermete, necessario per proteggersi dalle radiazioni e muore, rimanendo però dentro al macchinario dove incontra "L'Interprete" (Desmond Miles) e insieme si occupano dei calcoli per tutti i futuri possibili. Intanto Basim riesce a liberarsi dal macchinario e va a incontrare gli altri Assassini.

## Caratteristiche e personalità
Layla è una ragazza intraprendente e sicura di sé. Odiava le regole e non rispettava i vari protocolli dell'Abstergo portandola a non ricevere il rispetto dei suoi colleghi, come quando Juhani Otso Berg, prendeva varie volte il parcheggio di Layla. Le varie azioni fuori dal protocollo di Layla la portarono a non avere neanche il lavoro che tanto desiderava nel Progetto Animus di Sofia Rikkin. Nonostante tutte le persone che conobbe all'interno dell'azienda le avessero detto più e più volte di rigare dritto per avere il posto che desiderava, Layla continuò a fare di testa sua, infatti, nell'ultima missione per l'Abstergo, rifiutò di contattare l'azienda e sequenziò i ricordi dei due soggetti senza il consenso di quest'ultima. Quest'ultima violazione portò l'azienda a formare un team per ucciderla, che fallì.

## Curiosità
- Layla è il secondo personaggio principale del presente nella serie dopo Desmond Miles.
- Layla è un nome arabo femminile che significa "notte", mentre Hassan è un cognome arabo comune che significa "forte" e "buono".
- Il padre di Layla, Ashraf Hassan, condivide il suo nome di nascita con Ashraf Ismail, il direttore di Assassin's Creed: Origins.